# حي الجمبلاطية
حي الجمبلاطية من الأحياء الريفية في ناحية اليوسفية، تقع جنوب العاصمة بغداد وعلى بعد 25 كم في الجانب الغربي منها، بجانب الكرخ. من أبرز عشائرها القره غول وبني لام والجبور  وغيرها من العشائر العريقة. تتميز المدينة ببساتين النخيل والحمضيات. معظم سكان هذا الحي من الطبقة المعيشية الوسطى فما فوق. يحيط بالحي من جانب واحد نهر الفرات، ويخترقة مشروع اليوسفية لإصلاح الأراضي وبذالك يشطر الحي إلى قسمين الشمالي والجنوبي.